# 4U (太極樂隊專輯)
《4U 》於1993年12月16日發行，是太極樂隊第九張粵語大碟，也是他們轉投星光唱片後推出的首張專輯。

## 介紹
- 太極開始逐漸衰退，樂手各自的繁忙工作，樂隊的凝聚力開始下降，作品不再有先前那樣具有代表性，少了創新的感覺。

- 雷有曜離隊，太極由7人減到6人。

- 鄧建明承擔越來越多首歌曲的主唱。

- 本專輯的代表作為「害怕受傷的男人」以及「一生不再說別離」。

- 「一生不再說別離」是樂隊為離隊的雷有曜而創作，而成員唐奕聰於2021年離世，樂隊亦有以此曲向其作最後致敬。

## 曲目
| 次序 | 歌名           | 填詞   | 作曲           |
| ---- | -------------- | ------ | -------------- |
| 1.   | 獻給Pauline    | 林振強 | 鄧建明         |
| 2.   | 泡             | 周禮茂 | 唐奕聰         |
| 3.   | 並非不愛你     | 潘偉源 | 鄧建明         |
| 4.   | 害怕受傷的男人 | 雷有輝 | 雷有輝         |
| 5.   | 午夜撒旦       | 因葵   | 唐奕聰         |
| 6.   | 一生不再說別離 | 向雪懷 | 唐奕聰、孫偉明 |
| 7.   | 遠飛           | 因葵   | 雷有輝         |
| 8.   | 南俠展昭       | 因葵   | 鄧建明         |
| 9.   | 曾經試過幾次   | 因葵   | 因葵           |
| 10.  | FOR YOU AND I  | 雷有輝 | 鄧建明         |